# Южно-Камчатский федеральный заказник
Южно-Камчатский государственный природный заказник федерального значения имени Т. И. Шпиленка расположен на юге Камчатки на территориях Усть-Большерецкого и Елизовского муниципальных районов Камчатского края. Был создан 8 апреля 1983 года. С момента основания находится под управлением ФГБУ «Кроноцкий государственный заповедник». Заказник расположен в южной части полуострова Камчатка и включает острова Гаврюшин Камень и Уташуд. Общая площадь 322 тысячи га, включая трехмильную прилегающую морскую акваторию.
Южно-Камчатский федеральный заказник внесён в список Всемирного природного наследия ЮНЕСКО в номинации «Вулканы Камчатки».
В 2016 году заказнику было присвоено имя Тихона Шпиленка, который возглавлял Кроноцкий заповедник с 2009 года.

## Описание

### Природные объекты
В границах заказника располагаются:
- Курильское озеро, глубочайшее пресное озеро Камчатки;
- Камбальная Сопка;
- Ильинская Сопка;
- вулкан Кошелева;
- Кошелевские термальные источники;
- остров Уташуд;
- полуостров Лопатка[4].

### Флора и фауна
Заказник отличает богатство орнитофауны: здесь постоянно регистрируются свыше 59 видов птиц. В границах заказника гнездятся белоплечие орланы и сапсаны, его береговые террасы насчитывают более 50 птичьих базаров, а в местных болотах гнездится большое количество водоплавающих птиц — на 1 квадратный километр приходится до 200 пар. Их мелких млекопитающих представлены красная полёвка, красно-серая полёвка и полёвка-экономка. Практически все водоёмы заказника являются нерестилищами для горбуши, кеты, кижуча, гольца. В акватории у его берегов обитают киты и ластоногие: финвал, сейвал, синий и серый киты, малый полосатик, тюлень Стейнегера, пёстрая и кольчатая нерпы.